# 科羅拉多金花蟲
科羅拉多金花蟲（學名：Leptinotarsa decemlineata），又名馬鈴薯甲蟲、（科羅拉多）馬鈴薯葉甲、蔬菜花斑虫，是馬鈴薯上的一種害蟲。它們長約1厘米，呈鮮黃或橙色，每個翅鞘上有5行褐色斑紋，很易與偽馬鈴薯甲蟲混淆。它們最先是由Thomas Say於1824年根據在洛磯山脈搜集到的標本所描述。其起源地不明，但很有可能是在其北美洲原產地的科羅拉多州及墨西哥。

## 生命周期

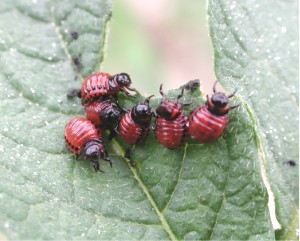
科羅拉多金花蟲幼蟲，屬於第三幼蟲階段。

雌性科羅拉多金花蟲是非常有效率的，一次可以產多達800顆卵。卵呈黃色至橙色，長約1.5毫米。它們會將卵產在葉子底部。它們所有的生長階段都會視乎溫度而定。經過4-15日，卵會孵化出紅褐色的幼蟲，幼蟲是駝背的，每邊有兩行深褐色的斑點。幼蟲吃葉子，共分4個成長階段。第一幼蟲階段時長約1.5毫米，到了第四階段則長8毫米。第一至第三幼蟲階段歷時約2-3日，第四階段則要4-7日。第四階段後的幾日，幼蟲就會進入不吃不喝的預蛹期，活動力下降及顏色變得較淺。預蛹會掉落到地上及鑽入土壤中幾吋深，並會成蛹。成蟲於幾星期後就會破蛹而出。它們會回到原有植物上繁殖及覓食。在一些地方，同一季節內可以有3代以上的金花蟲。

## 害蟲
科羅拉多金花蟲是馬鈴薯的害蟲，也會對蕃茄及茄造成嚴重破壞。成蟲及幼蟲在葉子上覓食，可以完全消除農作物。殺蟲劑是主要控制的方法。不過，由於它們具有對多種毒素的抵抗性，且能急速發展抵抗能力，故很多化合物都未能成功消除它們。
科羅拉多金花蟲強勁的生殖力令它們可以抵受天敵所造成的壓力。不過其天敵仍可以將它們的數量壓制在破壞經濟水平以下。白殭菌是一種可以令多種昆蟲致病的真菌，當中包括科羅拉多金花蟲。白殭菌故此廣泛用來控制科羅拉多金花蟲，甚至混和在平常的殺蟲劑中。

## 散播
於1877年，科羅拉多金花蟲到達了德國。於第一次世界大戰時，它們被引進到波爾多，並散佈到比利時、荷蘭及西班牙。到了第二次世界大戰，它們的數量急速增長及向東擴散，現時已分佈在歐洲大部份地區。在第二次世界大戰時，納粹黨政權及蘇聯多個附庸國以科羅拉多金花蟲來宣傳，聲稱它們是由美國所投放的。1950年科羅拉多金花蟲肆虐德國的馬鈴薯種植業，美國也被指為元凶。在英國、愛爾蘭、巴利阿里群島、塞浦路斯、馬爾他、瑞典及芬蘭南部都有控制科羅拉多金花蟲。

## 文化
自2014年俄羅斯吞併克里米亞後，俄羅斯國內外親俄人士均廣泛使用喬治絲帶作為支持俄羅斯的象徵，而該絲帶橙黑相間的顏色與此蟲相同；加上烏克蘭作為馬鈴薯種植大國亦曾深受此蟲禍害，不少農民均對其深惡痛絕，故有親烏、親歐人士開始以「金花蟲」蔑稱諷刺親俄人士。

## 外部連結
- www.potatobeetle.org （页面存档备份，存于）
- Whalonlab
- potato beetles, University of Florida （页面存档备份，存于）